# Nova Zelândia Primeiro
Nova Zelândia Primeiro (em inglês: New Zealand First; em māori: Aotearoa Tuatahi), normalmente abreviado para NZ First, é um partido político populista de direita na Nova Zelândia. Fundado em julho de 1993 por Winston Peters, após sua demissão do Partido Nacional em 19 de março de 1993, o partido tem desempenhado um papel significativo na política neozelandesa, frequentemente atuando como parceiro em coalizões governamentais.
O NZ First formou governos com os dois principais partidos da Nova Zelândia: com o Partido Nacional de 1996 a 1998, com o Partido Trabalhista de 2005 a 2008, e novamente com o Partido Trabalhista de 2017 a 2020. Desde 2023, integra uma coalizão governamental com o Partido Nacional e o ACT Nova Zelândia, liderada por Christopher Luxon.

## Ideologia e Políticas
O Nova Zelândia Primeiro é caracterizado por uma combinação de populismo de direita, nacionalismo, conservadorismo social, centrismo econômico, anti-imigração e estatismo. Suas principais políticas incluem:
- Imigração restritiva: Advocacia por controles rigorosos de imigração para proteger empregos e a identidade cultural neozelandesa.[8]
- Lei e ordem: Ênfase em políticas de segurança pública e justiça rigorosa.[9]
- Referendos populares: Promoção de consultas públicas para decisões políticas importantes.[10]
- Benefícios para idosos: Ampliação de programas sociais, como pensões, para apoiar a terceira idade.[11]

## Resultados eleitorais

### Eleições legislativas
| Data | CI. | Votos   | %    | +/- | Deputados | +/- | Status            |
| ---- | --- | ------- | ---- | --- | --------- | --- | ----------------- |
| 1993 | 4.º | 161 481 | 8,4  |     | 2 / 99    |     | Oposição          |
| 1996 | 3.º | 276 603 | 13,4 | 5,0 | 17 / 120  | 15  | Governo           |
| 1999 | 6.º | 87 926  | 4,3  | 9,1 | 5 / 120   | 12  | Oposição          |
| 2002 | 3.º | 210 912 | 10,4 | 6,1 | 13 / 120  | 8   | Oposição          |
| 2005 | 3.º | 130 115 | 5,7  | 4,7 | 7 / 121   | 6   | Governo           |
| 2008 | 4.º | 95 356  | 4,1  | 1,6 | 0 / 122   | 7   | Extra-parlamentar |
| 2011 | 4.º | 147 544 | 6,6  | 2,5 | 8 / 121   | 8   | Oposição          |
| 2014 | 4.º | 208 300 | 8,7  | 2,1 | 11 / 121  | 3   | Oposição          |
| 2017 | 3.º | 162 988 | 7,5  | 1,2 | 9 / 120   | 2   | Governo           |
| 2020 | 5.º | 75 021  | 2,6  | 4,9 | 0 / 120   | 9   | Extra-parlamentar |
| 2023 | 3.º | 173 425 | 6,1  | 3,5 | 8 / 123   | 8   | Governo           |

## Controvérsias
Em 2020, o NZ First enfrentou uma investigação do Serious Fraud Office sobre a NZ First Foundation, acusada de canalizar doações para despesas do partido, incluindo custos da sede. Winston Peters negou irregularidades. Em 2024, o partido apoiou o controverso Treaty Principles Bill, que busca reinterpretar o Tratado de Waitangi, gerando amplo debate e críticas, com um comitê recomendando seu abandono.